# BiFi
BiFi is een merk van vleessnacks van het Amerikaanse snackbedrijf Jack Link's. BiFi-producten worden onder meer in Duitsland, Zwitserland, Oostenrijk, België, Nederland, Denemarken, Noorwegen en het Verenigd Koninkrijk verkocht.

## Geschiedenis
Het merk BiFi werd in 1972 geïntroduceerd. Het worstje, dat koud wordt gegeten, is verpakt in een aluminium omhulsel. Het worstje zelf is daarnaast, om vochtverlies te voorkomen, nog in een dun plastic folie verpakt dat bij het nuttigen van het worstje moet worden afgestroopt. Oorspronkelijk werd de naam BiFi alleen gebruikt voor de kleine salami. De naam BiFi is afgeleid van het Engelse adjectief "beefy" (vlezig). Momenteel worden meer dan tien producten gedistribueerd onder de merknaam BiFi. Tot op de dag van vandaag worden de vleessnacks geproduceerd in de originele faciliteiten van "Schafft Fleischwerke" in Ansbach, Duitsland.
Nadat "Schafft Fleischwerke" deel ging uitmaken van de "Union Deutsche Lebensmittelwerke GmbH" (Unie van Duitse Voedselfabrieken Ltd.), werd BiFi opgenomen in het Unilever-assortiment. In februari 2014 verkocht de Unilever-groep de worstmerken BiFi en Peperami aan de grootste Amerikaanse vleesproducent ter wereld, Jack Link's. De belangrijkste producten van het familiebedrijf in de VS, dat sinds 2008 met succes in Europa opereert, zijn Beef Jerky en salami snacks. BiFi Roll en BiFi Carazza zijn de meest populaire BiFi-producten naast BiFi Original. BiFi Roll werd in 1987 gelanceerd en BiFi Carazza in 1994. Sinds de overname door Jack Link's is er nog meer geld geïnvesteerd in de populaire Duitse slagerij. In 2017 introduceerde BiFi de BiFi "100% Turkey", de eerste snack van het merk zonder varkensvlees. In het najaar van 2018 werden het logo van het merk en het ontwerp van de verpakking hervormd. De nieuwe uitvoering van het merk werd in deze context geïntroduceerd door een grootschalige tv- en online campagne met de bewering "Doe lekker wat je wil".

## Producten

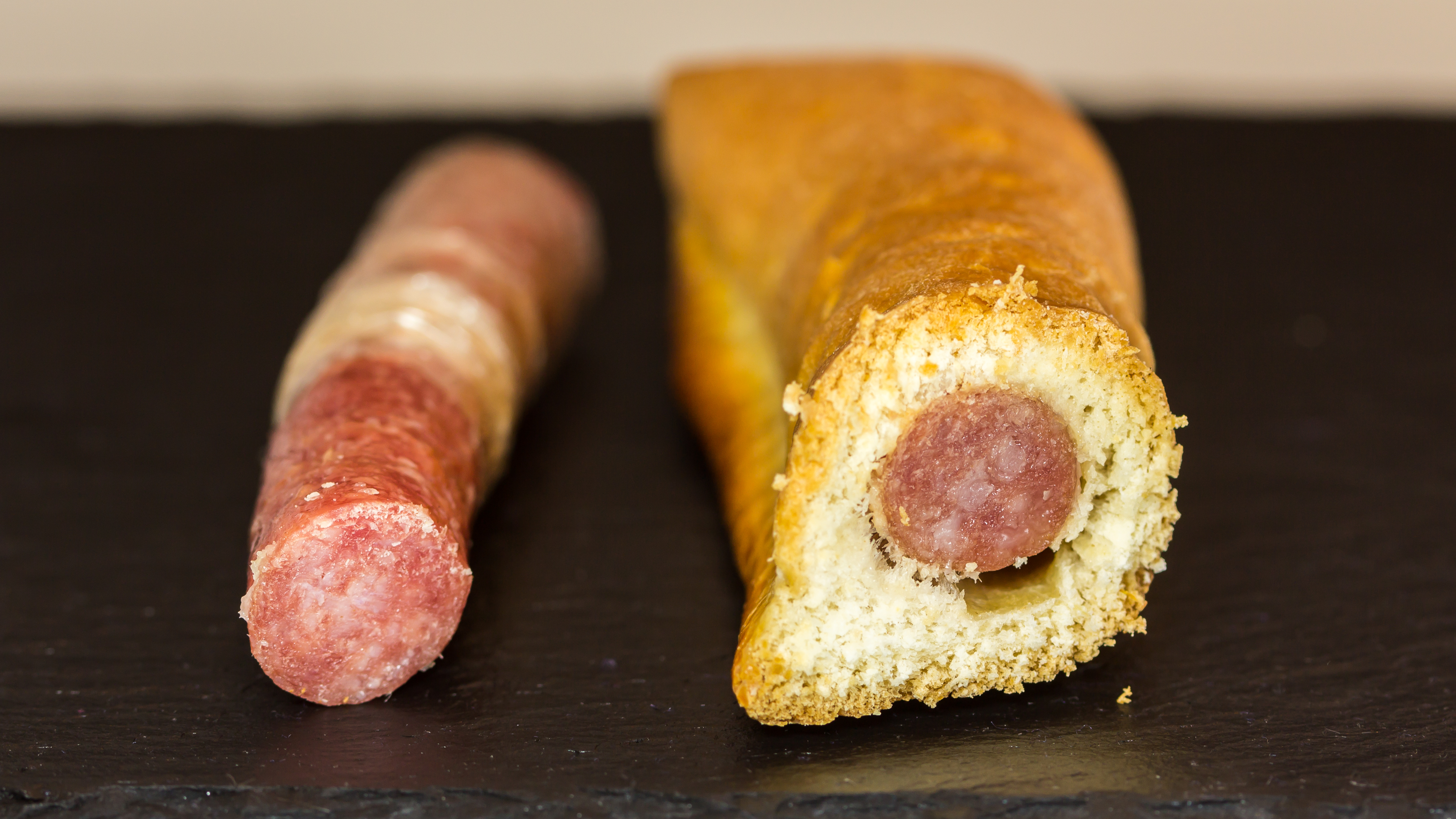
BiFi, BiFi Roll

Vanaf oktober 2018 zijn de volgende producten beschikbaar:
- BiFi Beef (2018)
- BiFi Turkey (2017)
- BiFi Currywurst (2016)
- BiFi Original Snack Pack (2016)
- BiFi Minis (2014))
- BiFi Roll Hot (2004)
- BiFi Carazza XXL (2003)
- BiFi Roll XXL (2001)
- BiFi Ranger (1997)
- BiFi Carazza (1994)
- BiFi Roll (1987)
- BiFi Original XXL (1984)
- BiFi Hot (1977)
- BiFi Original (1972)

BiFi-producten die niet langer beschikbaar zijn:
- BiFi Balls
- BiFi Original Junior
- BiFi with Turkey
- BiFi Roll Korn
- BiFi Snack Pack Hot XXL
- BiFi Snack Pack XXL

BiFi-producten zonder brood, zoals BiFi Original, BiFi Turkey of BiFi SnackPack worden geclassificeerd als rauwe worsten. Deze worden van nature gerookt en gemaakt zonder smaakversterkers en kunstmatige ingrediënten. Dit is anders voor producten in deeg zoals BiFi Roll of BiFi Carazza, omdat ze tijdens de productie worden gebakken. Alle BiFi-producten zijn voorzien van een aangepaste luchtlaag verpakking.

## Advertenties
In 2018 werd het hervormde logo en het verpakkingsontwerp geïntroduceerd als onderdeel van een crossmediale campagne. De campagne is ontwikkeld door Heimat Active, een reclamebureau gevestigd in Berlijn. Naast de hoofdspot bevat het verschillende korte online video's voor sociale media. Onder het motto "Doe lekker wat je wil.", roept de campagne mensen op om hun eigen imperfecte zelf te zijn - zelfs als het in strijd is met de sociale normen.